# Шкетов, Артур Юрьевич
Артур Юрьевич Шкетов (латыш. Arturs Šketovs; 9 ноября 1968) — советский и латвийский футболист, полузащитник, игрок в мини-футбол, латвийский тренер по футболу и мини-футболу.

## Биография
До распада СССР выступал в большом футболе только в соревнованиях КФК. В 1991 году в составе «Форум-Сконто» стал чемпионом Латвийской ССР и финалистом Кубка республики. Также принял участие в первом чемпионате СССР по мини-футболу, его команда заняла четвёртое место.
В первых сезонах чемпионата Латвии продолжал выступать за «Сконто», вместе с командой завоевал два чемпионских титула (1992, 1993), стал обладателем Кубка Латвии (1992). В 1994 году перешёл в «Пардаугаву», где провёл полтора года, однако в ходе сезона 1995 года клуб прекратил существование. Затем выступал за эстонские клубы «Лантана» и «Таллинна Садам», с последним стал обладателем Кубка и Суперкубка Эстонии. В последние годы карьеры играл в высшей лиге Латвии за «Вентспилс» и «ФК Полиции».
Всего в высшей лиге Латвии сыграл 104 матча и забил 7 голов, в высшей лиге Эстонии — 21 матч и 1 гол. В составе «Сконто» и «Таллинна Садам» принимал участие в играх еврокубков (всего 6 матчей).
В мини-футболе выступал за ряд латвийских клубов, а также за сборную страны.
По состоянию на 2003 год работал тренером латвийского мини-футбольного клуба «Бугрофф», ранее был играющим тренером «Полицияс ФК». В сентябре 2003 года был назначен главным тренером сборной Латвии по мини-футболу, работает в этой должности около 20 лет. Также с 2004 года не менее 10 лет тренировал мини-футбольный клуб РАБА, один из сильнейших в стране.
Также работал тренером в большом футболе — в 2011 году возглавлял клуб первой лиги Латвии «Спартак» (Юрмала), с которым занял третье место в турнире и завоевал право на выход в высшую лигу через переходные матчи, однако по окончании сезона оставил пост.

## Достижения
- Чемпион Латвии: 1992, 1993
- Обладатель Кубка Латвии: 1992
- Обладатель Кубка Эстонии: 1996
- Обладатель Суперкубка Эстонии: 1996